# Бычков, Игорь Иванович
И́горь Ива́нович Бычко́в (19 апреля 1958, Чебоксары, СССР — 8 июня 2009, Москва, Россия) — советский футболист и футбольный тренер, чемпион мира среди молодёжных команд 1977 года. Мастер спорта СССР.

## Карьера

### Клубная
С 1962 года проживал в Йошкар-Оле. Там же в 1968 году начал заниматься футболом под руководством тренеров Николая Смолы и Анатолия Подойникова. В семнадцать лет дебютировал в составе йошкар-олинской «Дружбы», которая играла во второй лиге первенства СССР. В 1976 году старший тренер «Дружбы» Александр Афонин отправился на учёбу в Высшую школу тренеров и в Москве порекомендовал Бычкова тренеру юниорской сборной СССР Сергею Мосягину. После чемпионата мира 1977 года был призван в ЦСКА. В составе армейцев за два года не закрепился, проведя всего 17 игр. Одной из причин была частая смена тренеров. В частности, Бычков пользовался расположением Всеволода Боброва, а Олег Базилевич его в составе не видел. В 1980 году Бычков был рекомендован другой армейской команде — смоленской «Искре», которая выступала в первой лиге. Будучи офицером, он не смог покинуть армейские клубы, отказав в частности московскому «Локомотиву» и «Пахтакору». Карьеру завершил в 1986 году.

### В сборной
В феврале 1977 года был приглашён в Ташкент на учебно-тренировочный сбор команды СССР, состоявшей из игроков до 20 лет. Вскоре был зачислен в состав сборной, которая должна была принять участие в чемпионате мира в Тунисе. Номинально Бычков был заявлен как нападающий, хотя чаще всего действовал на позиции левого полузащитника. Во всех пяти матчах турнира он выходил в стартовом составе, три из них, в том числе полуфинал и финал, отыграл без замен. В полуфинале против сборной Уругвая своими умелыми действиями Бычков сумел нейтрализовать лидера соперников Виктора Диого и сам создал несколько опасных моментов. Советская команда вышла в финал, победив в серии ударов с 11-метровой отметки. Таким же образом решился исход решающего матча, где соперником советской команды была сборная Мексики. Свою попытку в финальном матче Бычков реализовал, пробив в левый угол (хотя вратарь успел среагировать, мяч всё же влетел в ворота).
Перед самим чемпионатом Спорткомитет СССР обещал в случае победы вручить каждому игроку приблизительно по две тысячи долларов, десять тысяч советских рублей и автомобиль «Жигули». Однако по окончании чемпионата каждому досталось примерно по восемьсот советских рублей — оставшиеся деньги были переданы разнообразным благотворительным организациям по неизвестным причинам[значимость факта?].
В составе сборной был единственным представителем второй лиги. Сразу же после возвращения команды в СССР был призван в ЦСКА.

### После игровой карьеры
После завершения профессионального этапа игровой карьеры Бычков выступал на любительском уровне за команду Западной группы войск. По возвращении домой он узнал о гибели в автокатастрофе своего друга и партнёра по сборной Александра Новикова, который на чемпионате мира был вратарём. Ввиду трудного положения страны в 1990-е годы Игорю Ивановичу приходилось торговать обувью на рынке и работать шофёром. Позже он сумел вернуться в футбол и стал работать в подмосковном клубе «Химки», который на тот момент соревновался в низших дивизионах первенства России. Тренировал молодёжный и основной составы. В сентябре 1998 года покинул клуб из-за неудовлетворительных результатов. Вскоре врачи обнаружили у него неизлечимое заболевание — рассеянный склероз. Бычков стал инвалидом I группы. В последние годы жизни работал консьержем.
Скончался 8 июня 2009 после продолжительной болезни.

## Образование
В 1977 году окончил йошкар-олинский строительный техникум, в 1986 — Смоленский институт физической культуры и спорта, в 1999 — Высшую школу тренеров (с отличием).

## Личная жизнь
Был женат. После смерти жены у него остался сын.

## Память
18 ноября 2011 года в Музее спортивной славы Марий Эл открыт бюст Игоря Бычкова. Авторами являются скульпторы Анатолий Ширнин и Сергей Яндубаев. Там же имеется персональная экспозиция.